# 乱!総選挙2009
『乱!総選挙2009』（らん!そうせんきょにせんきゅう）は、TBS（JNN系列）で放送された、2009年（平成21年）8月30日執行第45回衆議院議員総選挙の選挙特別番組である。

## 概要
当時、放送されていた平日夕方の報道番組『総力報道!THE NEWS』と、土曜夜の情報番組『情報7daysニュースキャスター』を基幹番組としている。
長年TBS・JNNの選挙特番の顔であった筑紫哲也が2008年11月7日に死去。この回では『THE NEWS』から後藤謙次をアンカーに、小林麻耶をメインキャスターに起用。さらに『ニュースキャスター』から安住紳一郎をメインキャスターに、ビートたけしをスペシャルコメンテーターに起用した。
JNN系列加盟全28局で放送されるが、前回の選挙特番まで行っていたBSデジタル放送・BS-TBSでのサイマル放送は、この回から行われなくなった。

## 出演者
肩書き・役職は出演当時。
- アンカー（第1部 - 第4部）：後藤謙次
- メインキャスター
  - 第1部 - 第2部：安住紳一郎、小林麻耶
  - 第3部 - 第5部：田丸美寿々、杉尾秀哉（TBS専門解説記者室長）
- コメンテーター：岸井成格（毎日新聞特別編集委員）
- スペシャルコメンテーター（第1部 - 第2部）：ビートたけし
- 解説：岩田栄一（TBS政治部長）
- 速報キャスター：膳場貴子（小選挙区担当）、藤森祥平（比例区担当）
- 中継
  - 長岡杏子（自民党本部）
  - 佐古忠彦（民主党本部）
  - 竹内明（公明党本部）

## 放送時間
（以下、すべてJST）
- 2009年（平成21年）8月30日 19:57 - 翌3:00
  - 第1部 19:57 - 未定
  - 第2部 未定 - 23:30
  - 第3部 23:30 - 翌0:00
  - 第4部 翌0:00 - 1:00
  - （翌1:00 - 1:15まで、『S☆1・J-SPO』を放送）[2]
  - 第5部 翌1:15 - 3:00

## 系列局での対応

### 毎日放送版
これまでのJNN系選挙特番において、毎日放送（MBS）では番組全体の8割程を平日の情報番組『ちちんぷいぷい』と夕方の報道番組『VOICE』のコラボレーション特番に差し替えて放送することが恒例であるが、今回も第1部～第4部まで（MBS公式サイトの週間番組表より）、出口調査結果や党首クラスの生インタビューを除いて自社製作版に差し替えた。
また、枠内では毎日放送のエリアである近畿2府4県と徳島県以外の全国の選挙区についてもフォローした。
スタジオセットも夏祭りをモチーフにしたもので、東京のセットとは全く異なっていた。やぐらは国会議事堂の屋根をモチーフにし、画面を見てやぐらから左側に赤、右側に青の提灯が並び、それぞれ自由民主党・民主党の獲得議席数に応じて提灯のランプが点灯する仕組みだった。
パネラーの桂ざこばが、公明党幹部の落選について「落ちるということは、（支持母体である創価学会への）信心が足らんかったっちゅうことですか?」と発言し、角が「政教分離ですから」と慌ててフォローする場面が見られた。ざこば自身もすぐに陳謝し、CM明けには進行役の高井美紀が改めて陳謝した。

#### 出演者
- パーソナリティー：角淳一
- 進行：高井美紀
- コーナー司会：西靖
- パネラー
  - 桂ざこば
  - なるみ
- コメンテーター
  - 与良正男[3]（毎日新聞論説委員）
  - 宮本勝浩（関西大学教授）
  - 寺脇研
- 解説：石田英司
- 開票キャスター：大八木友之（MBS報道局記者、元同局アナウンサー）
- 中継リポーター
  - 森本栄浩
  - 上田崇順
  - 鈴木健太
  - 上田悦子
  - 松川浩子
  - 河田直也
  - 吉竹史
  - 山中真
  - 大吉洋平
  - 大月勇
  - 橋本佐与子（MBS報道局記者）

### 中部日本放送版
中部日本放送（CBC）では、毎日放送版ほどの割合ではないものの、番組の一部を平日夕方の報道番組『イッポウ』を基幹番組としたローカル版に差し替えて放送した。

ここでは放送エリアである東海3県と比例東海ブロックの情勢・速報を中心に製作・放送した。

#### 出演者
- キャスター
  - 大石邦彦
  - 丹野みどり

その他